# Jane Hunt (quaker)
Pour les articles homonymes, voir Jane Hunt.
Jane Clothier Hunt (née Master le 26 juin 1812 et morte le 28 novembre 1889) est une quaker américaine, féministe et abolitionniste. Elle est connue pour avoir hébergé et participé à la convention de Seneca Falls pour les droits des femmes de 1848.

## Biographie
Jane Clothier Master naît le 26 juin 1812 à Philadelphie (Pennsylvanie) de William et Mary Master. À trente-trois ans, elle devient la quatrième épouse de Richard Pell Hunt, un quaker veuf de Waterloo, père de trois enfants de sa précédente épouse. Ils auront cinq autres enfants ensemble, dont William (1846), Jane (1848) et George (1852). Ce mariage fait d'elle l'épouse de l'un des hommes les plus riches du comté de Seneca, Richard étant un homme d'affaires et propriétaire terrien. 
Les femmes ont toujours joué un rôle dans la Société religieuse des Amis (quakers) et ont voix dans les réunions, voire peuvent prêcher. En tant que quakers, les époux Hunt sont des partisans du mouvement des droits des femmes. Jane est une militante vétéran, elle est active dans des organisations de femmes ou sur des foires anti-esclavagistes. La maison des Hunt à Waterloo a probablement été une station du Chemin de fer clandestin, un réseau secret qui permettait d'exfiltrer les esclaves fugitifs.

## Convention de Seneca Falls
Lorsque plusieurs femmes de la communauté décident d'inviter Lucretia Mott, une prédicatrice quaker et réformatrice, Jane Hunt propose sa maison pour la réunion. Le dimanche 9 juillet 1848, Mott arrive avec sa sœur, Martha Wright. Il y a là également Mary Ann McClintock et Elizabeth Stanton, la seule non quaker. Elle avait rencontré Mott à Londres, en 1840, quand, en tant que femmes, elles s'étaient vu refuser l'entrée de la Convention mondiale contre l'esclavage par les hommes. Les femmes décident de tenir une réunion « pour protester et discuter », avant que Mott ne rentre à Philadelphie. Elles rédigent un bref avis annonçant « une convention pour discuter de la condition et des droits sociaux, civiques et religieux de la femme se tiendra dans la chapelle Wesleyenne à Seneca Falls, NY, le mercredi et le jeudi 19 et le 20 juillet ». La convention de Seneca Falls est la première convention pour les droits des femmes à se dérouler sur le sol américain et réunit environ deux cents personnes. Elle aboutit à la signature de la « déclaration de sentiments », considérée comme l'acte fondateur du mouvement féministe américain.
Richard P. Hunt décède le 7 novembre 1856, laissant Jane veuve avec six enfants de dix-huit ans et moins. 
Elle vit dans la maison familiale jusqu'à sa propre mort, qui a lieu lors d'une visite à sa fille à Chicago le 28 novembre 1889, à l'âge de 77 ans. Elle est enterrée à côté de son mari au cimetière Maple Grove de Waterloo.